# Нагласа
Нагласата е психологически конструкт, психична и емоционална същност, която присъства или характеризира човек.
В бившия СССР нагласата или по-известна като „установка“ е разглеждана широко от Дмитрий Узнадзе и неговата школа (1956). Според тяхното определение това е несъзнавано психологическо състояние, вътрешно качество на субекта, на предразположеност на субекта към определена активност в определени ситуации. Явлението е открито първоначално от немския психолог Л. Ланге (L. Lange, 1888). Нагласите са основно позитивни или негативни възгледи към човек, място, нещо или събитие (често наричани обект на нагласата). Хората може още да са в конфликт или да имат амбивалентни чувства към обекта, като това означава че той (човека) едновременно има позитивни и негативни нагласи към него (обекта).

## Дефиниция на Юнг за нагласата
Нагласата е една от 57-те дефиниции на Карл Юнг в глава XI от „Психологически типове“. Дефиницията на Юнг за нагласата е „готовност на психето да действа или реагира по определен начин“ (Jung, [1921] 1971:par. 687). Нагласите често идват по двойки, едната част е съзнателна, а другата несъзнателна. Вътре в тази обща дефиниция Юнг идентифицира няколко нагласи.
Главните (но не единствени) двойствености на нагласите са определи от Юнг, както следва:
- Съзнавано и несъзнавано. „Наличието на две нагласи е изключително често, едната съзнателна, а другата несъзнателна. Това означава, че съзнанието има много съдържания различни от тези в несъзнаваното, двойствеността особено свидетелства за неврози“ (Jung, [1921] 1971: par. 687).[2]
- Екстраверсия и интроверсия.
- Рационални и ирационални нагласи. „Представям разума като нагласа“ (Jung, [1921] 1971: par. 785).
  - Рационалната нагласа се подразделя на мислеща и чувстваща психологически функции, всяка със своя нагласа
  - Ирационалната нагласа се подразделя на сетивна (усещане) и интуитивна психологически функции, всяка със своя нагласа. „Тогава по този начин има типично мислене, чувстване, усещане и интуитивна нагласа“ (Jung, [1921] 1971: par. 691).
- Индивидуални и социални нагласи.